# Jacques Pottier
Pour les articles homonymes, voir Pottier.
Jacques Pottier (né le 17 août 1930 et mort le 3 septembre 2023) est un ténor français d’opéra qui a été premier ténor à l’Opéra de Paris et a fait quelques enregistrements durant sa carrière. 

## Biographie
Né le 17 août 1930 à Darnétal, près de Rouen, Jacques Pottier est très vite attiré par le théâtre et la musique. À l’âge de treize ans, il mène une revue intitulée Comme les grands au Théâtre-Français de Rouen, où il danse aussi des claquettes. En 1954, il est admis au Conservatoire de Paris dans la classe de Ketty Lapeyrette, tout en prenant des cours à Rouen avec Rose Pocidalo (aux côtés de laquelle il débute dans Werther en 1957). Jacques Pottier eut pour maîtres Paul Cabanel, Jean Claverie et Maurice Faure. Après avoir remporté son Premier Prix de chant en 1956, il bénéficie d’une bourse d’études pour l’Académie Chigiana de Sienne, où la grande cantatrice Gina Cigna le remarque et l’invite à venir travailler avec elle à Milan.
Après des débuts à Rouen, Jacques Pottier chante à Lille dans le rôle de Calaf de Turandot (1961). L’année suivante, il entre à l’Opéra de Paris où il interprète le rôle de Valzacchi, l’intrigant italien dans Le Chevalier à la rose de Richard Strauss aux côtés d’Elisabeth Schwarzkopf. Jusqu’en 1972, il y chante tous les rôles principaux du répertoire : Rigoletto, Carmen, Tosca, Faust, Tannhäuser, Falstaff, Tristan et Isolde, La Bohème, Les Contes d'Hoffmann. Jacques Pottier chante également ces œuvres en province et à l’étranger de 1957 à 1972, ainsi que I Pagliacci, Cavalleria Rusticana, Il Trovatore, Aïda, Der fliegende Holländer, Lucia di Lammermoor, Prométhée ou encore le Requiem de Verdi et la 9e Symphonie de Beethoven. 
Jacques Pottier a enseigné dans les conservatoires de musique de la Région parisienne, à Longjumeau, à Viry-Châtillon, à Palaiseau et à La Celle-Saint-Cloud. Dans les années 1970, il fut le professeur de nombreux artistes de variété. Parmi eux, on trouve Dalida, Nicole Croisille, Sheila, Ringo, Thierry Le Luron et Mireille Mathieu. 
Jacques Pottier a enregistré Carmen, Faust, La Fanciulla del West, Der fliegende Holländer pour la Radio-Diffusion Française. Parmi ses enregistrements discographiques, il faut retenir Les trois déesses rivales ou le jugement de Pâris de Girard de Propriac pour la Deutsche Grammophon, Samson et Dalila de Camille Saint-Saëns sous la direction de Georges Prêtre, le Requiem de Lorenzo Perosi pour la firme Corelia, Le Roi David d’Arthur Honegger sous la baguette de Serge Baudo et surtout Les Noces d’Igor Stravinsky sous la direction de Pierre Boulez qui obtient en 1966 le Grand Prix National du Disque de l’Académie Charles-Cros. 
En Australie, où il s'est installé depuis 1983, il a enseigné le chant à la Carey Baptist Grammar School de Melbourne, à la Girls Grammar School et à l’Université de Melbourne (Conservatoire de musique). Il est l'auteur d'une technique de chant qu'il expose dans un livre autopublié Discover your true voice (découvrez votre véritable voix) en 1991. Il n'a toutefois formé aucun élève ayant mené carrière. En 1999, il dirige deux master classes et chante plusieurs récitals de musique sacrée au Festival International Albert Roussel, à Londres, en Belgique et en France, tournée qui marque la fin de sa carrière. 
Membre de l’Union professionnelle des maîtres du chant français, Jacques Pottier est chevalier de l’Ordre de L’Éducation civique et chevalier de l’Ordre des Arts et des Lettres.
Jacques Pottier meurt le 3 septembre 2023 à l'âge de 93 ans. Il est enterré au Fawkner Park North Memorial Park, à Fawkner (en), dans la banlieue de Melbourne.

## Distinctions
- Chevalier de l'ordre des Arts et des Lettres